# 141. attackflygdivisionen
141. attackflygdivisionen, tidigare 141. bombflygdivisionen, även känd som Niklas Röd, var huvudsakligen en attackflygdivision inom svenska flygvapnet som verkade i olika former åren 1945–1961. Divisionen var baserad på Halmstads flygplats i nordvästra Halmstad.

## Historik

### Propelleråldern
Divisionen bildades den 1 maj 1945 som en bombflygdivision. Det var då utrustat med splitternya SAAB-tillverkade B 18B-bombflygplan som kunde utföra både störtbombning och höjdbombning. Planen blev strax inpå tjänsten utrustade med bombsikte m/42B (SAAB BT-3), ett automatiskt dykbombsikte som tillät dykbombning: bombning i anfallsvinklar mellan -20° till -60° från det normala 0° (vågrätt). Detta tillåter i sin tur bombanfall på mycket låg höjd, vilket möjliggör för flygning där terrängen skymmer bombflyget från fiendejakt, radar och luftvärn.
Den 6 februari 1946 havererade åtta av divisionens B 18-flygplan i en snöstorm. Haveriet inträffade under en förflyttning till Norrland. Sju flygplan nödlandade, medan ett plan, individ Röd Niklas (18180) försvann helt. Röd David (18172) gick genom isen vid bärgningsförsök och återfanns inte förrän 1979. I samband med att flygplanet återfanns, bärgades det från  havsbottnen utanför Härnösands hamn, där det då legat i 33 år. Restaureringen genomfördes av frivilliga flyghistoriker, och finns att beskåda på Flygvapenmuseum.
Kring decennieskiftet 1950 blev B 18B planen moderniserade för att bära 8–12 grovkalibriga attackraketer och blev därigenom ordentliga attackflygplan, stundom kallade A 18B.

### Jetåldern
År 1953 trädde divisionen in i den så kallade jetåldern, då den ombeväpnades till J 28B Vampire, eller A 28B som den kom att benämnas vid F 14. Planen var egentligen inga ordentliga attackflygplan, utan egentligen jaktflygplan som kunde medföra 8 stycken grovkalibriga attackraketer. De avsåg därför främst användas som surrogat och övergångsflygplan fram tills A 32A Lansen kunde tas i drift. Med det hade divisionen börjat ta ett första steg i att omorganiseras till en modern attackflygdivision, vilket också skedde 1958 då divisionen ombeväpnades och omskolades till A 32A Lansen.
Med A 32 Lansen blev divisionen inte långlivad, då riksdagen genom försvarsbeslutet 1958 beslutade att Hallands flygflottilj skulle avvecklas. Försvarsbeslutet innebar dock ingen reducering av antalet attackflygdivisioner inom Flygvapnet, utan divisionens flygplan kom precis som 142. attackflygdivisionen samt 143. attackflygdivisionen att överföras till Hälsinge flygflottilj (F 15) för att där utgöra grunden till att omorganisera och omskola divisionerna vid F 15 till attackflygdivisioner. 141. attackflygdivisionen upplöstes och avvecklades under 1961.

## Organisation
Niklas Röd var 1. divisionen vid Hallands flygflottilj F 14 (1.div/F 14), eller 141. dito inom svenska flygvapnet. Åren 1945–1958 var flygdivisionen organiserad som en bombflygdivision – 141. bombflygdivisionen – åren 1958–1961 som en attackflygdivision – 141. attackflygdivisionen – även om bombflygförmågan försvann helt kring 1953 i och med övergången till J 28B Vampire.